# Fusinus robustus
Fusinus robustus is een slakkensoort uit de familie van de Fasciolariidae. De wetenschappelijke naam van de soort is voor het eerst geldig gepubliceerd in 1855 door Trask.